# Ювоно Сударсоно
Ювоно Сударсоно (индон. Juwono Sudarsono; род. 5 марта 1942, Чиамис) — индонезийский учёный, специалист по политологии и международным отношениям, дипломат и политический деятель. С 1998 по 2009 годы занимал ряд значимых постов в правительстве страны.

## Биография
Родился 5 марта 1942 года в восточнояванском городе Чиамис. Обучался в Университете Индонезия в Джакарте (степени бакалавра искусств и магистра точных и естественных наук), Международном институте общественных исследований в Гааге, Калифорнийском университете в Беркли (степень магистра искусств, а также в Лондонской школе экономики (степень доктора философии). Является почётным профессором Университета Индонезии.
Он является сыном покойного доктора Сударсоно, который был министром внутренних дел и министром по социальным вопросам в конце 1940-х (Sjahrir II кабинета). Он служил в качестве руководителя отдела международных отношений и декан факультета социальных и политических наук, Университет Индонезии (1985—1994) и преподавал в Школе общественных и международных отношений, Колумбийский университет, Нью-Йорке в 1986—1987 годах.
На государственной службе занимал посты заместителя директора Колледжа национальной обороны (1995—1998), государственного министра по вопросам окружающей среды при президенте Сухарто (1998), министра образования и культуры при президенте Бухаруддине Юсуфе Хабиби (1998—1999), министра обороны при президенте Абдуррахмане Вахиде (1999—2000; первый гражданский за 50 лет, занявший эту должность), посла в Великобритании при президенте Мегавати Сукарнопутри (2003—2004) и вновь министра обороны при президенте Сусило Бамбанге Юдойоно (2004—2009).

## Семья
Ювоно Сударсоно является сыном доктора Сударсоно, известного политического деятеля 1940-х годов, занимавшего посты министра внутренних дел и министра социальных дел.